# Chimarra concolor
Chimarra concolor är en nattsländeart som beskrevs av Georg Ulmer 1905. Chimarra concolor ingår i släktet Chimarra och familjen stengömmenattsländor. Inga underarter finns listade i Catalogue of Life.